# Gobind Singh
Gobind Singh (Panjabi ਗੋਬਿੰਦ ਸਿੰਘ; * 22. Dezember 1666 in Patna; † 7. Oktober 1708 in Nanded, Maharashtra) war der zehnte und letzte menschliche Guru des Sikhismus. Er galt als Krieger, Dichter und Philosoph.

## Leben
Als der neunte Guru Tegh Bahadur im Jahre 1675 vom muslimischen Machthaber Aurangzeb hingerichtet wurde, wurde sein Kopf seinem Sohn Guru Gobind Rai überbracht, der damals neun Jahre alt war. Dieser wurde dann am 11. November 1675 unter dem neuen Namen Guru Gobind Singh der zehnte und letzte menschliche Guru.
Im Jahre 1699 begründete er die Khalsa-Bruderschaft u. a. als Folge der ständigen Bedrängung und Verfolgung durch die Mogulherrscher.
Die ersten fünf von Guru Gobind Singh Getauften werden Panj Pyare, die Fünf Geliebten, genannt. Der überlieferten Tradition gemäß wurde auch der Guru seinem Wunsch gemäß getauft und nahm den ab sofort für alle männlichen Sikhs geltenden Nachnamen Singh (Löwe) an. Er hieß fortan Guru Gobind Singh. Alle Frauen erhielten den Zunamen Kaur (Prinzessin; grammatikalisch richtig: "Prinz"). Kurz vor seinem Tod betonte Guru Gobind Singh, dass ausschließlich der Guru Granth Sahib, die Heilige Schrift, der ewig lebende Guru (Führer) der Sikhs die höchste spirituelle/religiöse Autorität für alle Sikhs sein wird.
Guru Gobind Singh wurde am 7. Oktober 1708 in Nanded, Maharashtra, ermordet.

### K-Symbolik

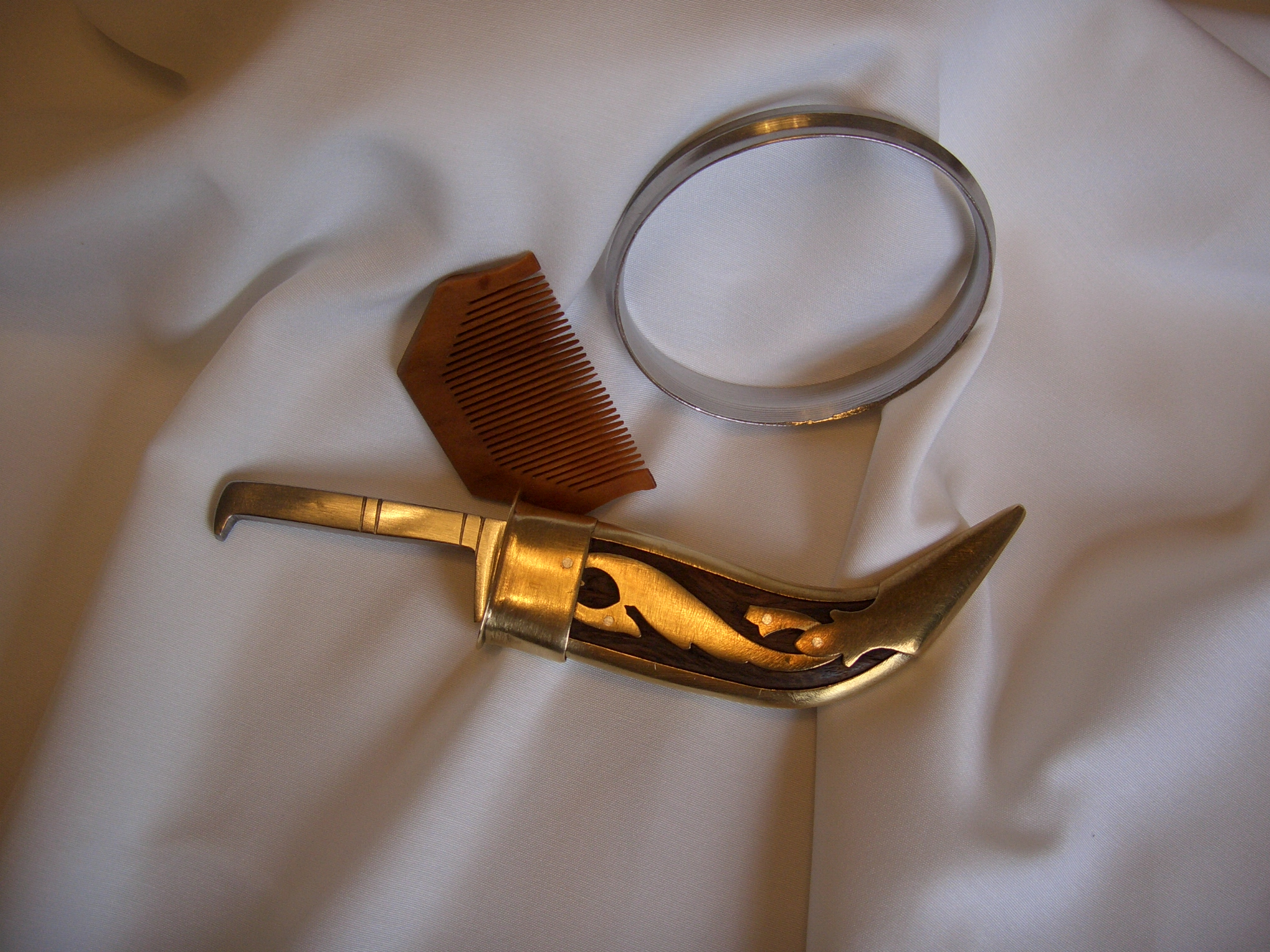
Kara, Kirpan und Kangha

Alle von Guru Gobind Singh getauften Sikhs trugen fünf Symbole, die im Punjabi mit dem Buchstaben «K» beginnen:
- Ungeschnittene Haare (Kesh), Männer bedecken das ungeschnittene Haar mit einem Dastar (Turban), Frauen mit einem Tuch oder Dastar (Turban)
- Ein hölzerner Kamm (Kangha) wird als Zeichen der Sauberkeit und Ordnung in den Haaren getragen.
- Besondere Baumwollunterhosen (Kachera), die Kachera symbolisiert Selbstrespekt und erinnert den Träger an die geistige Kontrolle über Lust (die Lust gehört zu den fünf Dieben: Kaam/Lust, Krodh/Wut, Lobh/Gier, Moh/Verhaftung, Ahankar/Ego)  in der Sikh Philosophie. Die Kachera steht für wahre Keuschheit und Treue in der Ehe.
- Ein Stahlarmreif (Kara), erinnert an die Verpflichtung zur Wahrheit und Rechtschaffenheit. Der Kara symbolisiert die Endlosigkeit Gottes. Er ist ein Symbol für die ständige Bindung an Gott und der Sikh-Gemeinschaft, indem man ein Glied in der Kette des Khalsa Panths ist.
- Ein Dolch (Kirpan), der Tag und Nacht getragen wird, ist das Zeichen dafür, dass die Sikhs Schwache und Unschuldige verteidigen. Der Kirpan ist ein religiöses Symbol für Geduld und Barmherzigkeit. Er steht synonym für die Zerstörung von Tyrannei, Ungerechtigkeit und Unterdrückung. Seine Benutzung ist nur zum Schutze anderer und zur Selbstverteidigung erlaubt, niemals aber zum Angriff. Der Kirpan ist in einem Gatra zu tragen und sollte niemals vom Körper getrennt werden. Der Kirpan steht für Tapferkeit, Mut, einen noblen Charakter, sich für die Rechtschaffenheit und Schutz der Schwachen, Unschuldigen und Unterdrückten einzusetzen.